# Mónica Cabrera
Mónica Cabrera (Buenos Aires, 26 de abril de 1958) es una directora, dramaturga y actriz argentina de cine, televisión y teatro. Participó, entre otras películas, en El hijo de la novia (2001), El abrazo partido (2004) y El infinito sin estrellas (2007). En la televisión trabajó en Tratame bien (2009), Malparida (2010) y La dueña (2012). Su interpretación de Mabel en Malparida le valió una nominación al Premio Martín Fierro en la categoría de Mejor actriz de reparto.
También ha sido reconocida por su labor en unipersonales de teatro que ella misma escribe. En 2009 publicó el libro Arrabalera, mujeres que trabajan y otros unipersonales y en 2010 realizó el Maratón Cabrera, que consistió en estrenar cada mes, desde febrero a junio, un unipersonal de su libro. En el marco del maratón protagonizó El sistema de la víctima, Arrabalera, mujeres que trabajan, The victory to la Madrecita junto a Teresa Murias, Limosna de amores y ¡Dolly Guzmán no está muerta!. Por su labor ganó en 2011 el Premio Konex a la labor unipersonal de la década y por el unipersonal Arrabalera, mujeres que trabajan fue nominada a los Premios ACE.

## Biografía
Mónica Cabrera nació en Buenos Aires el 26 de abril de 1958. Durante su juventud militó en la Federación Juvenil Comunista y fue eso lo que la llevó a dirigir por primera vez, en una obra para recaudar fondos. Estudió teatro con Alejandra Boero durante diez años y luego fue docente en su escuela, Andamio 90. Tiempo después ideó la Escuela Municipal de Teatro de Merlo, que dirigió hasta 2000, cuando le suspendieron el contrato, algo qure describió «como una desgracia» y le causó problemas económicos.
Incursionó en el cine en el año 2001 con el rol de Carmen en la película de Juan José Campanella El hijo de la novia, nominada a los Premios Oscar en la categoría de mejor película de lengua no inglesa. En el cine luego participaría con pequeños papeles en las películas El abrazo partido (2004), A los ojos de Dios (2005), El infinito sin estrellas (2007) y Clarisa ya tiene un muerto (2008).
Su mayor reconocimiento vino, sin embargo, con papeles secundarios en la televisión. Interpretó a Rosa en el unitario Tratame bien (2009), a Mabel en la telenovela Malparida (2010) y a Elena en La dueña (2012), un unitario protagonizado por Mirtha Legrand. Su papel de Mabel en Malparida le valió una nominación al Premio Martín Fierro en la categoría de Mejor actriz de reparto. En 2011 además interpretó a Carmen en el episodio La primera vez y la única de la serie Historias de la primera vez y a Flora en una participación especial en Los únicos.
En teatro, generalmente trabajó en solitario y según ella se acostumbró «a gestionar sola». Al respecto de su salida de la Escuela Municipal de Teatro en Merlo, la actriz dijo «me metí en un trabajo pequeño, me reduje a lo esencial» y dijo que tenía que «escribir, actuar y dirigir sola» porque «tenía el prejuicio de un exceso de narcisismo y exhibicionismo». En 2000 estrenó su primer unipersonal, El club de las bataclanas, escrito e interpretado por ella. En 2009 publicó el libro Arrabalera, mujeres que trabajan y otros unipersonales con varios de sus trabajos. Dirigió The Cabrera's Company y en 2010 realizó el Maratón Cabrera, que duró desde febrero hasta junio y consistió en estrenar cada mes un unipersonal de su libro. En el marco del maratón protagonizó El sistema de la víctima, Arrabalera, mujeres que trabajan, The victory to la Madrecita junto a Teresa Murias, Limosna de amores y ¡Dolly Guzmán no está muerta!. Además participó en la obra Anfitrión Cabaret en el Teatro Anfitrión junto a Noralih Gago. Con Arrabalera, mujeres que trabajan ganó la Maratón de Unipersonales del Festival Internacional de Buenos Aires y en 2008 participó en el Festival Internacional de Cabaret Político de México con El sistema de víctima. Además, su trabajo en Arrabalera, mujeres que trabajan le valió una nominación a los Premios ACE y en 2011 por su trabajo en unipersonales le fue otorgado el Premio Konex a la labor unipersonal.
En 2009, en una entrevista para le diario La Nación, Cabrera calificó a su labor en la televisión como «una cosa de beca» y dijo «[la televisión] no me modifica mucho». Expresó su preferencia por el teatro y dijo «En los medios masivos, no se trata de mi producto y me llaman sólo para interpretar, mientras que en el teatro genero el proyecto, convoco al equipo. Es como un hijo [...] me siento cómoda». Finalmente concluyó que en la actuación es necesario «ser de perfil bajo y no creerse nada» y «ser fiel».

## Filmografía

### Cine
| Año  | Título                      | Papel                      | Notas                                    |
| ---- | --------------------------- | -------------------------- | ---------------------------------------- |
| 2001 | El hijo de la novia         | Carmen                     |                                          |
| 2004 | El abrazo partido           | Peluquera italiana         |                                          |
| 2005 | Un año sin amor             | Asistente social           |                                          |
| 2006 | Las manos                   | Empleada de la universidad |                                          |
| 2007 | El niño de barro            | Vecina                     |                                          |
| 2007 | El infinito sin estrellas   | Pocha                      |                                          |
| 2008 | Clarisa ya tiene un muerto  | Gilda                      | También conocida como A los ojos de Dios |
| 2011 | El notificador              | Gitana                     |                                          |
| 2018 | El jardín de la clase media | Celina                     |                                          |
| 2020 | Juanas, bravas mujeres      | Juana Rouco Buela          | Voz                                      |
| 2024 | Las hermanas fantásticas    | Bubi                       |                                          |

### Televisión
| Año       | Título                      | Papel              | Notas                                     |
| --------- | --------------------------- | ------------------ | ----------------------------------------- |
| 2009      | Tratame bien                | Rosa               |                                           |
| 2010-2011 | Malparida                   | Mabel Díaz         |                                           |
| 2011      | Historias de la primera vez | Carmen             | Episodio: «La primera vez y la única»     |
| 2012      | Los Únicos                  | Flora Solchaga     |                                           |
| 2012      | La dueña                    | Helena Rossi       |                                           |
| 2013      | Historias de corazón        | Teresa             | Episodio: «Pompa y circunstancia»         |
| 2014      | Somos familia               | Ramona Insaurralde |                                           |
| 2015      | Esperanza mía               | Juana              |                                           |
| 2016      | Educando a Nina             | La gaucha          |                                           |
| 2017      | Un gallo para Esculapio     | Novia del Viejo    |                                           |
| 2018      | Rizhoma Hotel               | Fanática           | Episodio: «El hombre peluche / La sombra» |
| 2022      | El buen retiro              | Zulma              |                                           |

## Premios y nominaciones
| Año  | Organización          | Categoría               | Trabajo   | Resultado | Ref(s) |
| ---- | --------------------- | ----------------------- | --------- | --------- | ------ |
| 2011 | Premios Martín Fierro | Mejor actriz de reparto | Malparida | Nominada  | [ 10 ] |